# 宋景华
宋景华（1919年—2014年12月27日），江西省吉水县人，中国人民解放军将领、中国人民解放军开国少将。
早年参加中国工农红军，后担任红二十七军政治部组织科科长。参加了长征。抗日战争期间，担任三八五旅770团政治委员。第二次国共内战期间，担任东北军区第一六四师政治委员、炮兵第六师政治委员。中华人民共和国成立后，任中国人民解放军海军炮兵学校政委、第二海军机械学校政委，后改旅顺基地副政委，1955年，授予中国人民解放军少将，1967年8月至1975年8月任北海舰队副政委。